# Marano Principato
Marano Principato är en ort och kommun i provinsen Cosenza i regionen Kalabrien i Italien. Kommunen hade 3 149 invånare (2018).